# Le Live (album des Kids United)
Pour les articles homonymes, voir Le Live.
Albums de Kids United
Tout le bonheur du monde
(2016) Forever United
(2017)
Le Live est le premier album live du groupe Kids United sorti le 17 février 2017 sur le label Play On.

## Description
En France, l'album a débuté au numéro huit. En octobre 2017, il a été certifié disque d'or par le Syndicat national de l'édition phonographique.

## Liste des chansons
| 1.  | Intro                          | 1:52 |
| 2.  | Laissez-nous chanter           | 3:37 |
| 3.  | On écrit sur les murs          | 3:04 |
| 4.  | La Vie en rose                 | 3:20 |
| 5.  | Tout le bonheur du monde       | 3:30 |
| 6.  | Sur ma route                   | 4:04 |
| 7.  | La camisa negra                | 3:20 |
| 8.  | Destin                         | 3:01 |
| 9.  | Crazy                          | 3:53 |
| 10. | Imagine                        | 2:55 |
| 11. | Qui a le droit                 | 3:00 |
| 12. | Éblouie par la nuit            | 2:25 |
| 13. | Des ricochets                  | 3:31 |
| 14. | Chandelier                     | 4:11 |
| 15. | L'Oiseau et l'Enfant           | 3:08 |
| 16. | Uptown Funk                    | 5:35 |
| 17. | Happy                          | 5:35 |
| 18. | On écrit sur les murs (Rappel) | 5:04 |

| 1. | Kids United, le concert    | 92:27 |
| 2. | Kids United à New York     | 01:54 |
| 3. | UNICEF, pour chaque enfant | 04:17 |

## Classements
| Classement (2017)            | Meilleure position |
| ---------------------------- | ------------------ |
| Belgique (Wallonie Ultratop) | 1                  |
| France (SNEP)                | 8                  |
| Suisse (Schweizer Hitparade) | 16                 |

### Classements annuels
| Classement (2017) | Meilleure position |
| ----------------- | ------------------ |
| France (SNEP)     | 94                 |